# Quatro Cidades Sagradas

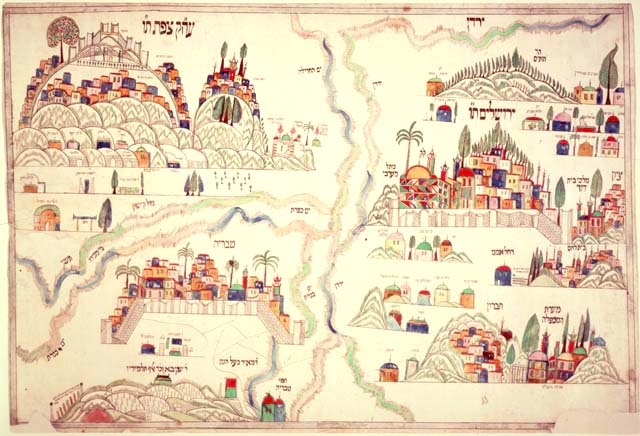
Mapa fora de escala do século XIX das quatro cidades sagradas do judaísmo, com Jerusalém ocupando o quadrante superior direito, Hebrom logo abaixo, o Rio Jordão correndo de cima para baixo, Safed no quadrante superior esquerdo, e Tiberíades por baixo. cada uma das quatro cidades inclui representações dos locais sagrados, assim como túmulos de rabis santificados e homens santos

Quatro Cidades Sagradas é um termo colectivo usado na tradição judaica para designar as cidades de Jerusalém, Hebrom, Tiberíades e Safed: "Desde o  século XVI a santidade da Palestina, especialmente para enterramentos, foi quase totalmente transferida para as quatro cidades — Jerusalém, Hebrom, Tiberíades e Safed."